# Jay Kay

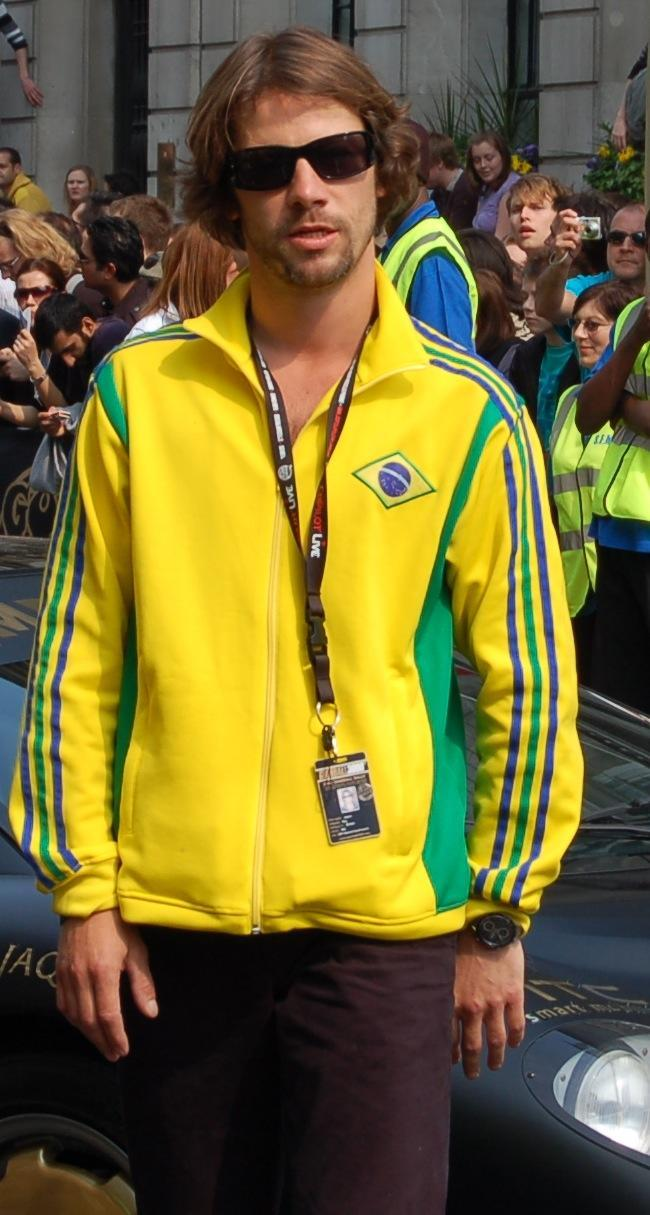
Jay Kay

Jay Kay (născut Jason Luís Cheetham pe 30 decembrie 1969) este un muzician englez câștigător al premiilor Grammy, cel mai cunoscut ca și solistul vocal al trupei de acid jazz, Jamiroquai.